# Echtes Labkraut
Das Echte Labkraut (Galium verum), auch Gelbes Waldstroh, Liebfrauenbettstroh, Liebkraut, Gliedkraut, Gelb-Labkraut genannt, ist eine Pflanzenart aus der Gattung Labkräuter (Galium) innerhalb der Familie der Rötegewächse (Rubiaceae). Sie ist in Eurasien verbreitet.

## Beschreibung

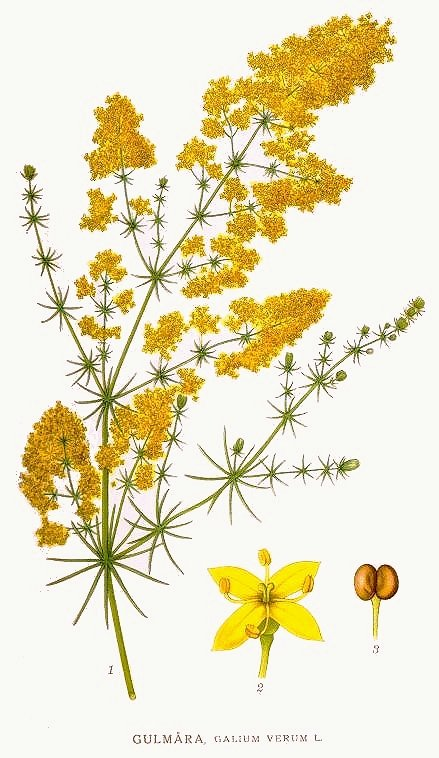
Illustration

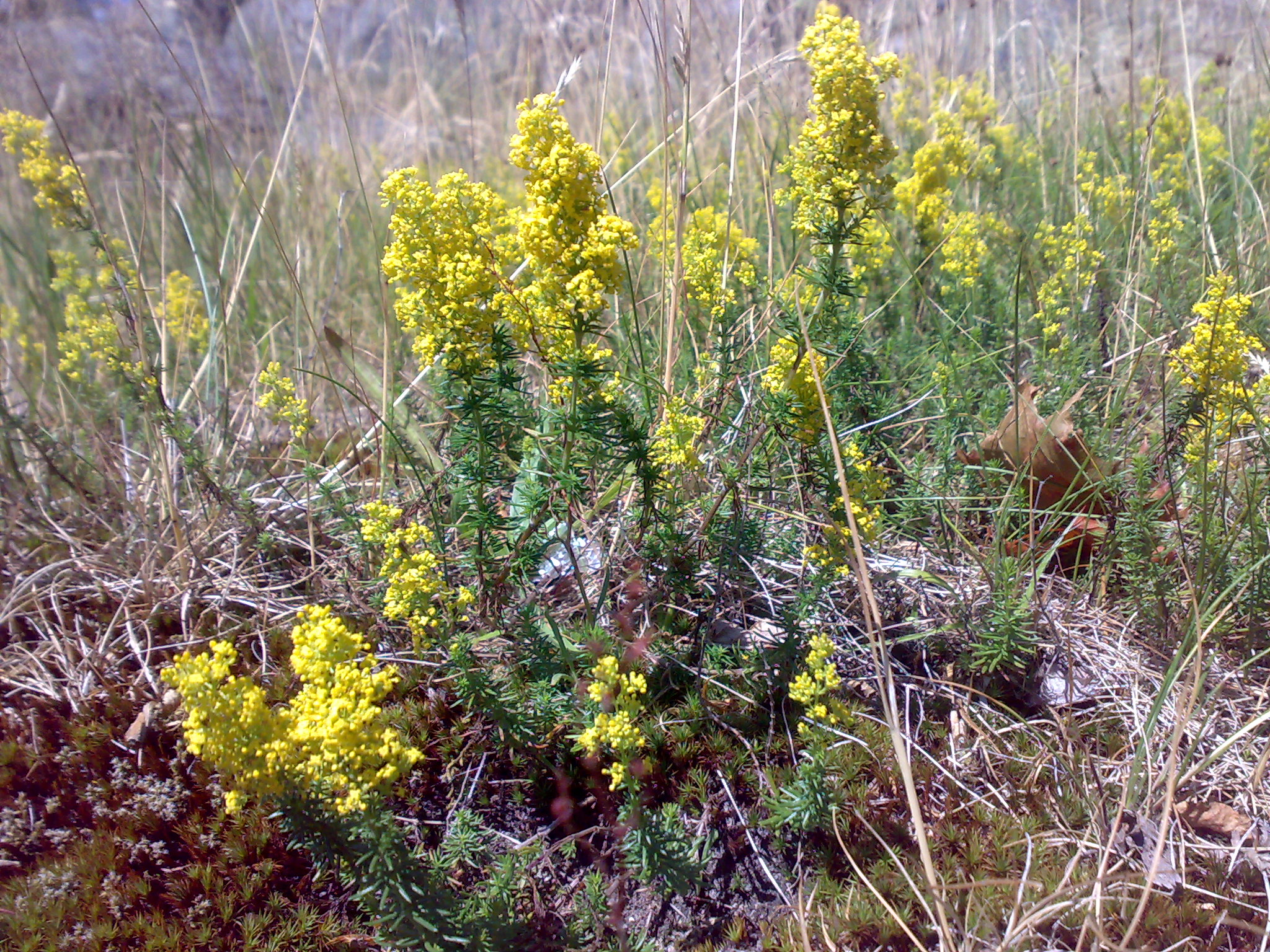
Habitus

### Vegetative Merkmale
Das Echte Labkraut wächst als ausdauernde krautige Pflanze und erreicht Wuchshöhen von meist 20 bis 70 Zentimetern, selten bis zu 1 Meter. Es werden unter- und oberirdische Ausläufer gebildet. Die aufrechten oder aufsteigenden bis niederliegenden, rundlichen Stängel sind abstehend kurz behaart und besitzen oben vier erhabene Leisten. 
Die Laubblätter sind zu sechst bis zwölft im Quirl angeordnet. Die Blattspreiten sind bei einer Länge von 15 bis 25 Millimetern sowie einer Breite von etwa 1 Millimeter schmal linealisch, nadelförmig, gefurcht, am Rand zurückgerollt und einnervig oder undeutlich nervig sowie unterseits weichhaarig.

### Generative Merkmale
Die Blütezeit reicht von Mai bis September. Die Blüten sind rispigen Blütenständen angeordnet. Die relativ kleinen Blüten riechen intensiv nach Honig. Die gold- bis zitronengelbe Krone ist radförmig; die Kronzipfel sind kurz bespitzt, nicht grannenspitzig.
Die Frucht ist glatt.
Die Chromosomenzahl beträgt 2n = 22 oder 44.

## Ökologie
Das Echte Labkraut ist ein Hemikryptophyt (Schaftpflanze). Es ist durch rückwärts gerichtete Äste auch ein Spreizklimmer. Die nadelförmigen Blätter sind als eine Trockenheitsanpassung zu verstehen; beim Trocknen werden sie meist schwarz.
Die Blüten duften nach Honig; es liegt eine Bienenfutterpflanze vor. Die Blüten sind selbststeril, jedoch ist Nachbarbestäubung möglich.
Die glatten, schwarzen Früchte werden von Ameisen ausgebreitet; es findet aber auch Verdauungsverbreitung statt. Fruchtreife ist von August bis Oktober.
Das Echte Labkraut ist die Futterpflanze der Raupen beispielsweise des Kleinen Weinschwärmers, einer dämmerungs- und nachtaktiven Art aus der Familie der Schwärmer, sowie des Taubenschwänzchens.
Das Echte Labkraut wird von den Rostpilzen Puccinia punctata und Thekopsora guttata befallen.

## Vorkommen
Das Echte Labkraut ist eurasisch verbreitet. Das Echte Labkraut kommt in Mitteleuropa im Tiefland westlich der Weser nur selten vor, östlich von ihr ist es zerstreut; in Gegenden mit Sandböden fehlt es örtlich oder es ist dort nur selten; in den übrigen Gebieten kommt es häufig vor. In den Alpen steigt es bis zur Grenze des Ackerbaues auf.
Das Echte Labkraut gedeiht am besten auf kalkhaltigen, nährstoffarmen, trockenen oder wechselfeuchten Lehm- oder Lössböden. Es besiedelt vorwiegend Magerrasen und -weiden, Wiesen, Halbtrockenrasen, warme Saumbereiche von Gebüschen und Wegraine, aber auch Moorwiesen. Seine Standorte sind sonnig-warm und häufig südlich exponiert; es geht aber auch in Flachmoore. Es ist in Mitteleuropa eine schwache Charakterart der Klasse Festuco-Brometea, kommt aber auch in Gesellschaften der Verbände Molinion oder Erico-Pinion oder der Ordnung Origanetalia vor.

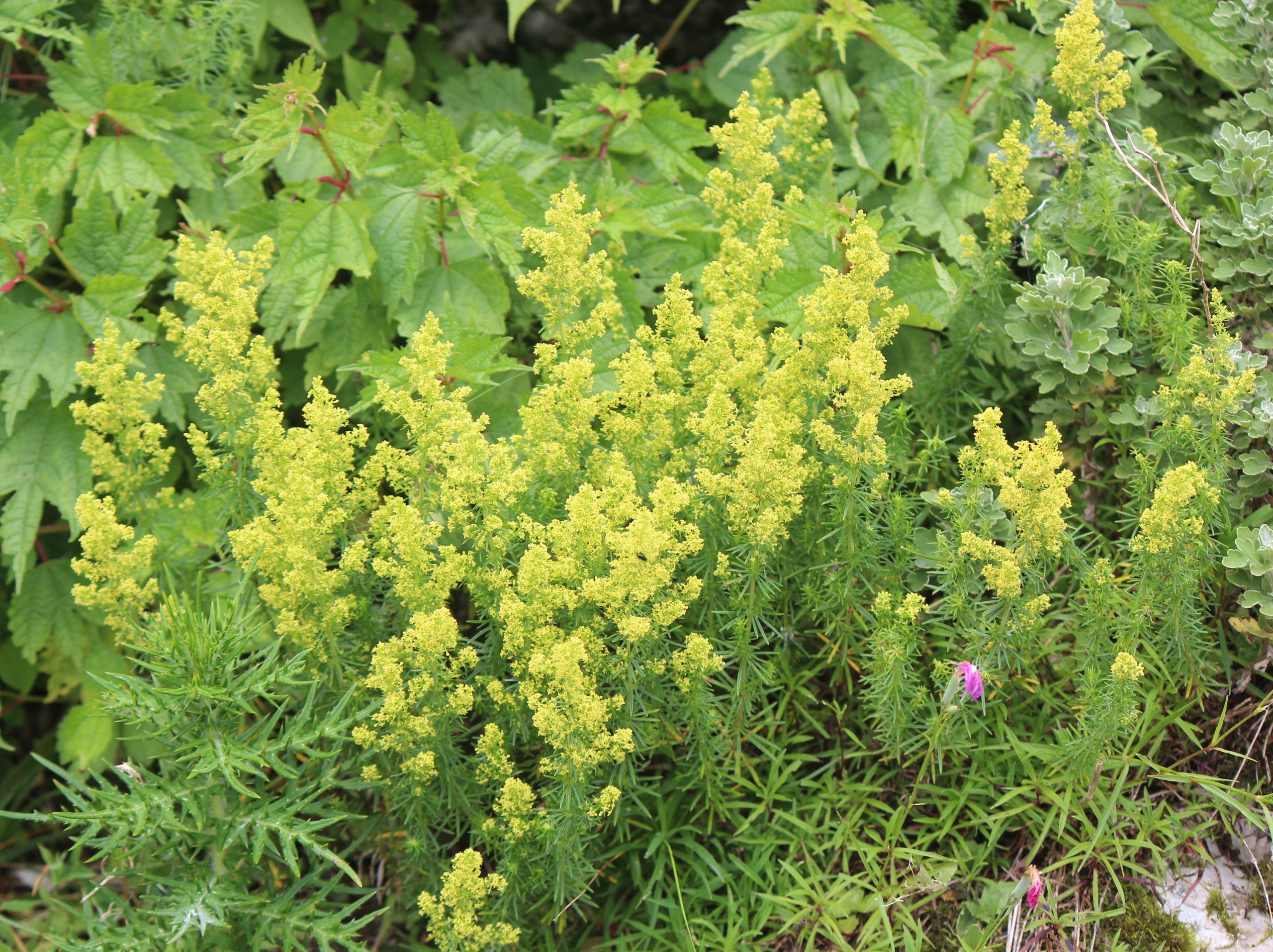
Galium verum subsp. asiaticum

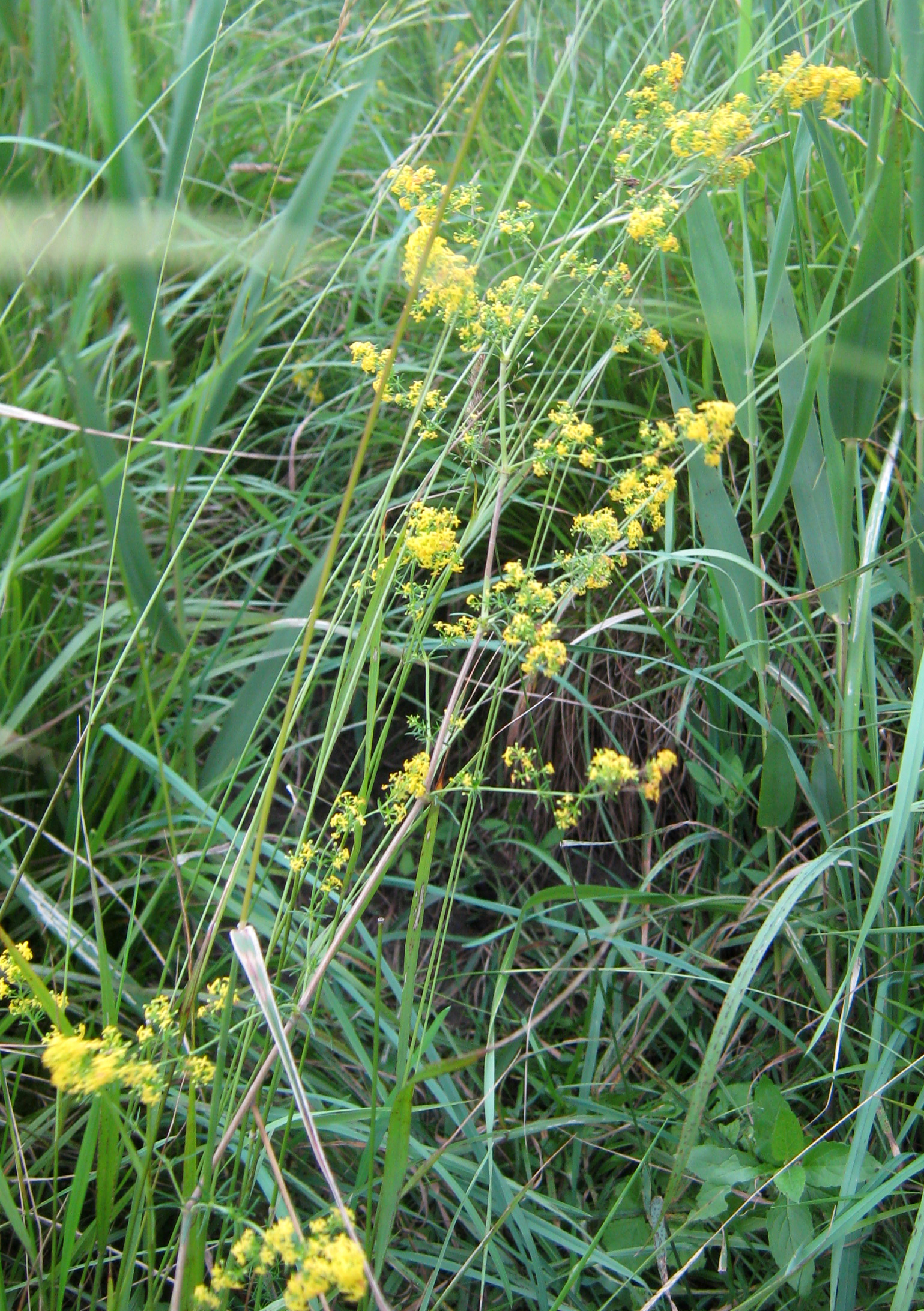
Galium verum subsp. wirtgenii

## Systematik
Die Erstveröffentlichung von Galium verum erfolgte 1753 durch Carl von Linné. Synonyme für Galium verum L. sind: Galium floridum Salisb. nom. superfl., Galium verum var. typicum Rouy nom. inval., Galium verum subsp. euverum Hyl. nom. inval., Asterophyllum galium Schimp. & Spenn., Rubia vera (L.) Baill.
Von Galium verum gibt es vier Unterarten:
- Galium verum subsp. asiaticum (Nakai) T.Yamaz. (Syn.: Galium verum var. lacteum Maxim., Galium verum var. nikkoense Nakai, Galium lacteum (Maxim.) Pobed.): Sie kommt von Russland Fernen Osten bis China, Korea und Japan vor.[5]
- Galium verum subsp. glabrescens Ehrend. (Syn.: Galium bassitense J.Thiébaut): Sie kommt von der Türkei bis zum westlichen Syrien und dem westlichen Iran vor.[5]
- Galium verum L. subsp. verum: Sie kommt in den gemäßigten Zonen Eurasiens und in Nordafrika vor.[5] In den Allgäuer Alpen steigt sie im Tiroler Teil am Bernhardseck bei Elbigenalp bis zu einer Höhenlage von 1850 Metern auf.[6]
- Galium verum subsp. wirtgenii (F.W.Schultz) Oborny (Syn.: Galium wirtgenii F.W.Schultz, Galium vernum var. wirtgenii (F.W.Schultz) Nyman, Galium verum var. praecox Láng ex Hagenb., Galium hypanicum Klokov): Sie kommt in Mittel- und Osteuropa vor.[5]

Außerdem wird noch unterschieden:
- Galium verum var. hallaense K.S.Jeong & K.Choi: Sie kommt in  Korea in Jeju-do vor.[5]
- Galium verum subsp. meridionale F.M.Vázquez & Crystal: Diese 2018 neu beschriebene Unterart kommt im westsüdwestlichen Spanien vor.[5]

## Nutzung
Wie andere Galium-Arten enthält das Echte Labkraut das Labferment, das bei der Käseherstellung genutzt wird. Heute hat man allerdings andere Quellen für das Labferment. Doch für die Herstellung von englischem Chesterkäse wird das Kraut noch heute genutzt. Die Farbstoffe der Blüten geben dem Chesterkäse seine gelblich-orange Farbe und sind verantwortlich für den besonderen Geschmack.
In Schottland wird das Echte Labkraut noch heute als Färbemittel verwendet; die Wurzeln färben rot, die Blüten gelb. Die blühende Pflanze ist auch zum Aromatisieren und Gelbfärben von Getränken geeignet.
Das Echte Labkraut wird als Zierpflanze und in Wildpflanzengärten verwendet. Es lässt sich zur Kultur auch vegetativ durch „Wurzelausläufer“ vermehren.

### Verwendung als Heilmittel
Als pharmazeutische Droge dient das getrocknete, zur Blütezeit gesammelte Kraut.
Wirkstoffe sind: Flavonoide, Iridoid-Glykoside, wie Asperulosid und Monotropein; weiterhin, Chlorogensäure, in Spuren Anthrachinon-Derivate; im frischen Kraut ist auch ein dem Labenzym ähnliches Protein, das Milch zur Gerinnung bringt.
Anwendungen: Das Echte Labkraut wird vor allem in der Volksmedizin genutzt. Im Vordergrund stehen die harntreibenden Eigenschaften des Krauts, das man als Tee bei geschwollenen Knöcheln und bei Katarrhen der Harnwege gibt, auch äußerlich wird es gelegentlich noch eingesetzt bei schlecht heilenden Wunden. Hierbei muss aber hervorgehoben werden, dass es bisher keine Belege für die Wirksamkeit bei diesen Indikationen gibt.
An der Universität Würzburg werden präklinisch Extrakte für die Krebstherapie erforscht.